# Hugo de Newcastle
Hugo de Newcastle (fallecido en 1322, enterrado en París) fue un teólogo franciscano y filósofo escolástico, discípulo de Duns Scoto. Tradicionalmente se ha supuesto su origen en Newcastle-upon-Tyne, Inglaterra, pero esta teoría ha sido cuestionada a favor de Neufchâtel, en Francia.
Hugo escribió un comentario sobre las Sentencias de Pedro Lombardo. También fue autor de una obra profética De Victoria Christi contra Antichristum, fechada en 1319 y heredera de los postulados de Joaquín de Fiore, en la que el autor recoge de manera enciclopédica los conocimientos de la época sobre el Apocalipsis y sus signos. La obra fue impresa en 1471.
Hugo aparece comon personaje en El nombre de la rosa de Umberto Eco, como uno de los teólogos franciscanos que acompañan a Miguel de Cesena, Ministro General de los Hermanos Menores, en su debate sobre la pobreza de Cristo. En la película basada en el libro, su personaje fue interpretado por Vernon Dobtcheff.